# Livistona tahanensis
Livistona tahanensis (лат.) — пальма, вид рода Ливистона (Livistona) семейства Пальмовые (Arecaceae). Малайцы называют пальму «тахан серданг». Эндемик штата Паханг на полуострове Малакка в Малайзии, где встречается только на вершине одной горы. Т. К. Уитмор описал в 1970 году, что эти пальмы можно увидеть после четырёхдневного похода от Куала-Тахана, вверх по хребту за Куала-Теку через высокие диптерокарповые джунгли, пока внезапно на высоте 900 м вверх по склонам отдалённого Гунонг-Тахана (гора Тахан) густая растительность не прерывается и на смену ей приходит низкорослый мелколиственный горный лес, продолжающийся до высоту 1400 м, а в защищённых местах и до 1500 м. Из этого «эльфийского леса» вырастают жёсткие кроны Тахан Серданга, и воздух наполнен звуками ветра, проносящегося сквозь них.

## Таксономия
Вид Livistona tahanensis впервые был официально описан как новый вид итальянским специалистом по пальмам Одоардо Беккари в 1921 году. Фактически это название уже использовалось в 1915 году Генри Николасом Ридли, опубликованным в An annotated list of plants of Gunung Tahan, Pahang, Malaysia, с пониманием того, что Беккари вскоре предоставит описание.
Голотип был собран Л. Рэем и Х. К. Робинсоном на высоте 1000 м над уровнем моря на острове Гунунг Тахан и он хранился в гербарии музея Перака (Тайпинг) в Малайзии.

## Описание

### Вегетативные структуры
Livistona tahanensis — гермафродитная веерная пальма среднего размера, достигающая 7,6-8 м в высоту, с диаметром ствола 12 см на высоте груди. Ствол имеет узкие листовые рубцы и узкое пространство между каждым последующим листом, хотя это обычно скрыто черешковыми пнями, которые остаются устойчивыми, не опадая, на протяжении большей части длины. Крона пальмы шаровидная, содержит около 30-40 листьев.
Листья ребристо-пальчатые. Для пальм рода ливистона листья довольно маленькие: 57-76 см в длину и 91 см в ширину. Жёсткие и плоские или волнистые, почти круглые, разделены регулярно. Листовая пластинка разделена на узкие сегменты от её середины до примерно 58 % длины. Сегменты раздвоены на конце на глубину 2,5 см или 16 % от их длины и не поникающие, а жёсткие. Лист насчитывает от 40 до 50 сегментов. Листовые пластинки тёмно-зелёные с верхней стороны. На взрослых деревьях листья серые или серо-зелёные с нижней стороны. Поперечные жилки расположены по шесть-семь параллельных жилок с каждой стороны средней жилки. Черешок тонкий, длиной от 70 см до 120 см, и колючий по всей длине. Ширина черешка в середине составляет 12-15 мм, а в месте соединения с листовой пластинкой — 5-6 мм. Как левый, так и правый края черешка имеют короткие, плоские, коричневые, тупые, треугольные, длиной 5-8 мм шипы по всей длине, эти шипы уменьшаются в размере по мере приближения к листовой пластинке. Оболочка окрашена в тёмный, шоколадно-коричневый цвет. Основания листьев или черешков остаются на стволе в течение очень многих лет, они имеют тонкие, выступающие волокна и медленно распадаются на дереве, а не падают целиком.

### Половые структуры
Соцветие длиной 80-91 см, у основания не разветвлено и не выходит за пределы короны листьев. Разветвляется на три порядка с четырьмя «частичными соцветиями», самое длинное из которых достигает длины около 23 см. Прицветники стержня рыхло трубчатые. У этого вида нет цветоносных прицветников. Цветоножка имеет ширину 2,5 см у основания; цветоносы 7-10 см в длину, тонкие, зелёно-красного цвета с войлочным опушением. Цветки мелкие окрашены в золотисто-жёлтый или кремовый цвет. Чашелистики яйцевидной формы и окрашены в кремовый цвет с красным кончиком. Загнутые внутрь лепестки окрашены в кремовый цвет, имеют продолговатую форму, а их вершина тупая и утолщённая. Пыльники белые. Столбик короткий и конической формы.
Плодоножка длиной 2-3 мм. Плод окрашен в глянцево-зелёный цвет при созревании с белыми пятнами. Округлый или немного длиннее своей ширины или наоборот, 1,2-1,5 см в длину и 1,2-1,3 см в ширину. Эпикарпий имеет гладкую поверхность, отмеченную губоподобными структурами, с линией шва, которая простирается по всей длине плода.

## Распространение
Эндемик горы Gunong Tahan в штате Паханг на востоке полуостровной Малайзии. Встречается только между лагерями Тангга Лима Белас и Пангкин. Однако, на той территории, где Livistona tahanensis растёт, вид многочислен.

## Экология
Предпочтительная среда обитания пальмы — низкий, низкорослый, мелколистный, верхний горный лес, иногда называемый «эльфийским лесом» (то есть карликовым), на открытых хребтах. Пальму здесь произрастает на высоте от 900 до 1400 м, в некоторых местах до 1500 м над уровнем моря. Низкорослый характер леса в этой области Гунонг Тахан обусловлен подстилающим выходом кварцита, устойчивого к выветриванию, из-за чего почва в этой области состоит из слоя торфа толщиной лишь в несколько футов, которые непосредственно лежит на коренной породе. В этих горных лесах влажно. Здесь жёсткие кроны пальм растут как надземные растения и являются значительной, даже доминирующей частью полога. На этой горе водятся дикие слоны, которые питаются листьями и сердцевиной пальм.

## Охранный статус
Естественный ареал вида ограничен. Поскольку это эндемичный вид, в 1998 году его природоохранный статус был оценён для Красной книги МСОП как «низкий риск, зависящий от охраны». Статус вида не был оценён в Малайзийском Красном списке растений, опубликованном в 2010 году.